# Amandus (chi bọ cánh cứng)
Amandus là một chi bọ cánh cứng trong họ Chrysomelidae.
Chi này được Jacoby miêu tả khoa học năm 1886.

## Các loài
Chi này gồm các loài:
- Amandus subsulcatus (Jacoby, 1886)